# Kanton Issoudun-Nord
Kanton Issoudun-Nord (francouzsky Canton d'Issoudun-Nord) je francouzský kanton v departementu Indre v regionu Centre-Val de Loire. Tvoří ho 12 obcí.

## Obce kantonu
- Les Bordes
- La Champenoise
- Diou
- Issoudun (severní část)
- Lizeray
- Migny
- Paudy
- Reuilly
- Saint-Aoustrille
- Sainte-Lizaigne
- Saint-Georges-sur-Arnon
- Saint-Valentin